# Dialecto tsushima
El dialecto tsushima (対馬方言) es el dialecto del japonés hablado en las islas Tsushima de la prefectura de Nagasaki. Este, debido a la cercanía y a su importante papel en las relaciones entre Japón y Corea, ha recibido influencias del coreano.

## Palabras tomadas delcoreano
| Dialecto tsushima                | Coreano               | Japonés estándar | Significado             |
| -------------------------------- | --------------------- | ---------------- | ----------------------- |
| ヤンバン yanban                  | 양반 yangban          | 金持ち kanemochi | Adinerado               |
| チング, チングィ chingu, chingui | 친구 chingu           | 友達tomodachi    | Amigo                   |
| トーマンカッタ tōmankatta        | 도망갔다 domang gatta | 夜逃げ yonige    | Escapada de noche       |
| ハンガチ hangachi                | 한가지 hangaji        | ひとつ hitotsu   | Uno (contador genérico) |
| チョコマン chokoman              | 조그만 jogeuman       | 小さい chiisai   | Pequeño                 |
| バッチbatchi                     | 바지baji              | ズボンzubon      | Pantalones              |